# Кингсбери (округ)
Округ Кингсбери (англ. Kingsbury County) располагается в штате Южная Дакота, США. Официально образован в 1873 году. По состоянию на 2010 год, численность населения составляла 5148 человек.

## География
По данным Бюро переписи США, общая площадь округа равняется 2237 км2, из которых 2171 км2 суша и 66 км2 или 3,6 % это водоёмы.

## Население
По данным переписи населения 2000 года в округе проживает 5 815 жителей в составе 2 406 домашних хозяйств и 1 592 семей. Плотность населения составляет 3,00 человека на км2. На территории округа насчитывается 2 724 жилых строений, при плотности застройки около 1,00-го строения на км2. Расовый состав населения: белые — 98,54 %, афроамериканцы — 0,05 %, коренные американцы (индейцы) — 0,40 %, азиаты — 0,29 %, гавайцы — 0,00 %, представители других рас — 0,19 %, представители двух или более рас — 0,53 %. Испаноязычные составляли 0,69 % населения независимо от расы.
В составе 27,90 % из общего числа домашних хозяйств проживают дети в возрасте до 18 лет, 59,00 % домашних хозяйств представляют собой супружеские пары проживающие вместе, 4,40 % домашних хозяйств представляют собой одиноких женщин без супруга, 33,80 % домашних хозяйств не имеют отношения к семьям, 31,50 % домашних хозяйств состоят из одного человека, 17,80 % домашних хозяйств состоят из престарелых (65 лет и старше), проживающих в одиночестве. Средний размер домашнего хозяйства составляет 2,34 человека, и средний размер семьи 2,95 человека.
Возрастной состав округа: 24,50 % моложе 18 лет, 6,10 % от 18 до 24, 22,90 % от 25 до 44, 22,40 % от 45 до 64 и 22,40 % от 65 и старше. Средний возраст жителя округа 43 лет. На каждые 100 женщин приходится 96,30 мужчин. На каждые 100 женщин старше 18 лет приходится 95,90 мужчин.
Средний доход на домохозяйство в округе составлял 31 262 USD, на семью — 41 057 USD. Среднестатистический заработок мужчины был 26 681 USD против 19 174 USD для женщины. Доход на душу населения составлял 16 522 USD. Около 7,00 % семей и 10,00 % общего населения находились ниже черты бедности, в том числе — 13,50 % молодежи (тех, кому ещё не исполнилось 18 лет) и 11,10 % тех, кому было уже больше 65 лет.